# Тан (Шаранський район)
Тан (рос. Тан, башк. Таң) — присілок у складі Шаранського району Башкортостану, Росія. Входить до складу Чалмалинської сільської ради.
Населення — 16 осіб (2010; 3 у 2002).
Національний склад:
- башкири — 100 %